# Nicola Morelli
Nicola Morelli (Matera, 10 settembre 1921 – Roma, 5 novembre 1994) è stato un medaglista, scultore e attore italiano.

## Biografia
Fu un personaggio eclettico nel campo delle arti, essendo stato incisore, medaglista, scultore e scrittore.
Diplomato presso il Liceo ginnasio statale Emanuele Duni di Matera, fu autore a partire dal 1978 dei bozzetti per la coniazione di una serie di monete a corso legale per i pontificati di papa Paolo VI e papa Giovanni Paolo II, e per quella commemorativa dell'arma che riportava la scritta Combattere senza paura e senza speranza. Alcuni esempi di monete per il Vaticano sono la 1000 lire 1983, la 1000 lire 1991 e la 500 lire 1991.
È anche stato Accademico Pontificio dei Virtuosi per la scultura ed ha fatto parte della commissione nazionale che sceglieva i bozzetti da stampare sui francobolli italiani.
Parallela fu la sua attività di scultore: lavorò principalmente il bronzo, ma operò anche con la pietra, il legno e materiali preziosi. I suoi lavori si trovano in diverse località tra cui Washington e Roma (nella sede del CONI); a Montescaglioso vi è una rappresentazione di San Francesco e a Bernalda una statua di San Bernardino. A Matera, sua città natale, è stato autore dei graffiti della parrocchia di San Paolo, dei monumenti bronzei al bracciante e al calderaio e della grande fusione in bronzo con scene di vita e del paesaggio materano, situata nella sede municipale della città.
Come saggista scrisse alcune opere, tra cui la più importante nel 1951 fu Vita agli inferi, un saggio critico sui Sassi di Matera, che ebbe l'apprezzamento tra gli altri del presidente del Consiglio Alcide De Gasperi, che in seguito firmò la legge speciale per lo sfollamento e il risanamento dei Sassi.
Fu infine anche attore caratterista; ricoprì il ruolo del dott. Calabar nei film Fantozzi del 1975 e Fantozzi contro tutti del 1980 ed altri ruoli in diversi film, tra cui Anno uno nel 1974, Non ci resta che piangere nel 1984 e Scemo di guerra nel 1985. Per la prosa televisiva RAI partecipò alla rappresentazione di Aggressione nella notte di Alfonso Sastre, regia di Pino Passalacqua, trasmessa il 19 dicembre del 1975.
Riposa nel cimitero al Pantano di Matera, di sua mano è la tomba monumentale che lo accoglie.

## Pubblicazioni
- Nicola Morelli, Il salto nel vuoto, Gastaldi, Milano, 1951.
- Nicola Morelli, Vita agli inferi, Gastaldi, Milano, 1951.
- Nicola Morelli, Le storie di Cheravanna: racconti, Serarcangeli, Roma, 1993.